# Жан III (маркграф Намюра)
Жан III Намюрский (фр. Jean III de Namur; ум. 1 марта 1429) — маркграф Намюра с 1418 года, сын Гильома I и Екатерины Савойской.

## Биография
После смерти отца в 1391 году он унаследовал Винендейл и Ронс, а его старший брат Гильом II стал графом Намюра. Старший брат умер бездетным, и Жан пришёл к власти в Намюре в 1418 году. Он вёл роскошную жизнь, установил большие налоги для подданных, которые были недовольны его политикой.
Чтобы отдать свои долги 23 апреля 1421 году ему пришлось продать Намюр герцогу Бургундии Филиппу III (на условиях своего пожизненного владения). С этого момента Намюр считается вошедшим в состав Бургундского герцогства.

## Дети
С 1388 года женат на Йоханне ван Абкоуде (1376- до 1418), брак был бездетным. Жан имел нескольких незаконнорождённых детей:
- Екатерина; муж — Жан де Дупле, сеньор де Гев.
- Филипп (ум. 31 декабря 1449/6 февраля 1450), сын Жана III от его кузины Сесилии Савойской, сеньор де Дюи[3]; жена с 22 января 1422: Мария де Донгельберг, дочь Жана де Донгельберг, сеньора де Лонгшам.
- Жан (ум. до 28 декабря 1505), сеньор де Тревье[4]; 1-я жена с 23 октября 1449: Маргарита де Барбансон, дочь Ги де Барбансона и Марии де Ройсин, вдова Леона де Сара; 2-я жена с до 25 февраля 1497: Жанна д’Эмирье, дочь Жана д’Эмирье.